# Parque Natural de las Hoces del Rio Duratón

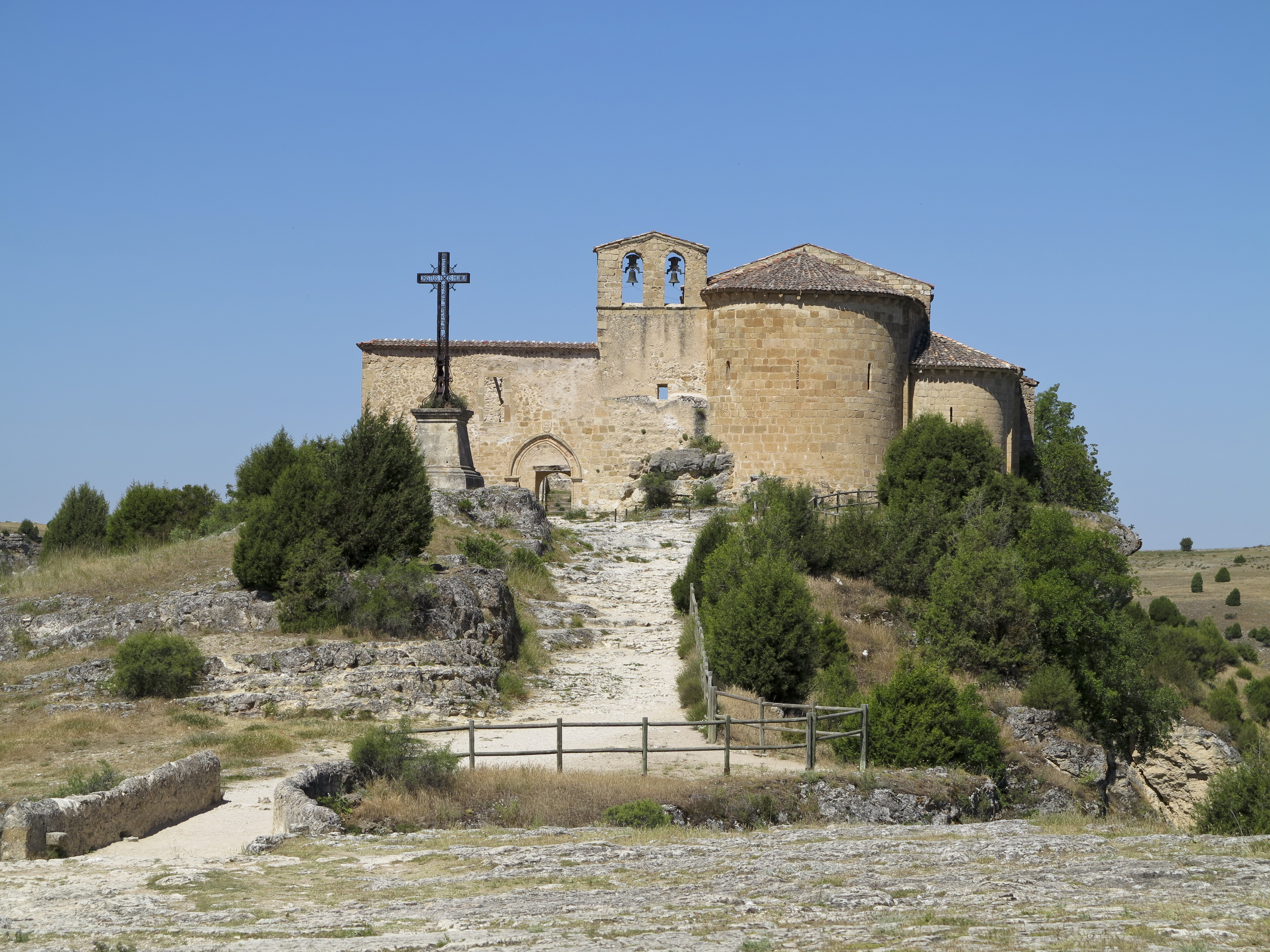
San Frutos

Parque Natural de las Hoces del Rio Duratón (eller Hoces del río Duratón) är ett kanjon-område i Spanien som floden Duratón (ett tillflöde till Duerofloden) under årmiljoner har gröpt ur i ett kalkstensområde mellan samhällena Sepúlveda och Burgomillodo, i Segoviaprovinsen ungefär 50 km nordost om provinsens huvudort Segovia.
I parken ligger ruinerna efter en kyrka och kloster, Iglesia y Monasterio de San Fruto och ruinerna av Convento de la Hoz. Själva kanjonen utnyttjas som vattenreservoar (Embalse de Burgomillodo).
I det natursköna området kan ett stort bestånd av gåsgam beskådas.